# Santa Olalla del Cala
Santa Olalla del Cala ist ein Ort und eine Gemeinde (municipio) mit 2.061 Einwohnern (Stand: 2024) im Nordosten der südspanischen Provinz Huelva in der Autonomen Gemeinschaft Andalusien.

## Lage
Der Ort Santa Olalla del Cala liegt auf einer Anhöhe im westlichen Teil der Sierra Morena gut 150 km (Fahrtstrecke) nordöstlich der Hafenstadt Huelva in einer Höhe von ca. 520 m ü. d. M. Das Klima im Winter ist gemäßigt, im Sommer dagegen warm bis heiß; die geringen Niederschlagsmengen (ca. 635 mm/Jahr) fallen – mit Ausnahme der nahezu regenlosen Sommermonate – verteilt übers ganze Jahr.

## Bevölkerungsentwicklung
| Jahr      | 1857  | 1900  | 1950  | 2000  | 2020  |
| Einwohner | 2.005 | 2.776 | 3.855 | 2.192 | 2.039 |

Der deutliche Bevölkerungsrückgang in der zweiten Hälfte des 20. Jahrhunderts ist im Wesentlichen auf die Mechanisierung der Landwirtschaft und den damit einhergehenden Verlust an Arbeitsplätzen zurückzuführen.

## Wirtschaft
Während das Umland über Jahrhunderte in hohem Maße landwirtschaftlich geprägt war, ließen sich im Ort selbst auch Kleinhändler, Handwerker und Dienstleister aller Art nieder.

## Geschichte
Auf dem Gemeindegebiet wurden Kleinfunde aus prähistorischer und keltischer Zeit gemacht. In römischer Zeit lag der Ort, der damals möglicherweise Ponciana hieß, an der Via de la Plata, einer Nord-Süd-Verbindung, die Hispalis (Sevilla) mit Asturica Augusta (Astorga) verband. Im Zuge der Rückeroberung (reconquista) der ehemals christlichen Gebiete im Süden der Iberischen Halbinsel aus den Händen der Mauren wurde die Stadt um das Jahr 1083 vom leonesischen König Alfons VI. (reg. 1065–1109) eingenommen; von einer Stadtmauer umgeben, wurde sie dennoch im 12. Jahrhundert von den Almohaden belagert. Die endgültige Rückeroberung weiter Teile Südspaniens gelang in den 30er und 40er Jahren des 13. Jahrhunderts den Truppen des leonesisch-kastilischen Königs Ferdinand III. (reg. 1230–1252), doch blieb die Gegend lange Zeit zwischen Kastilien und Portugal umstritten.

## Sehenswürdigkeiten

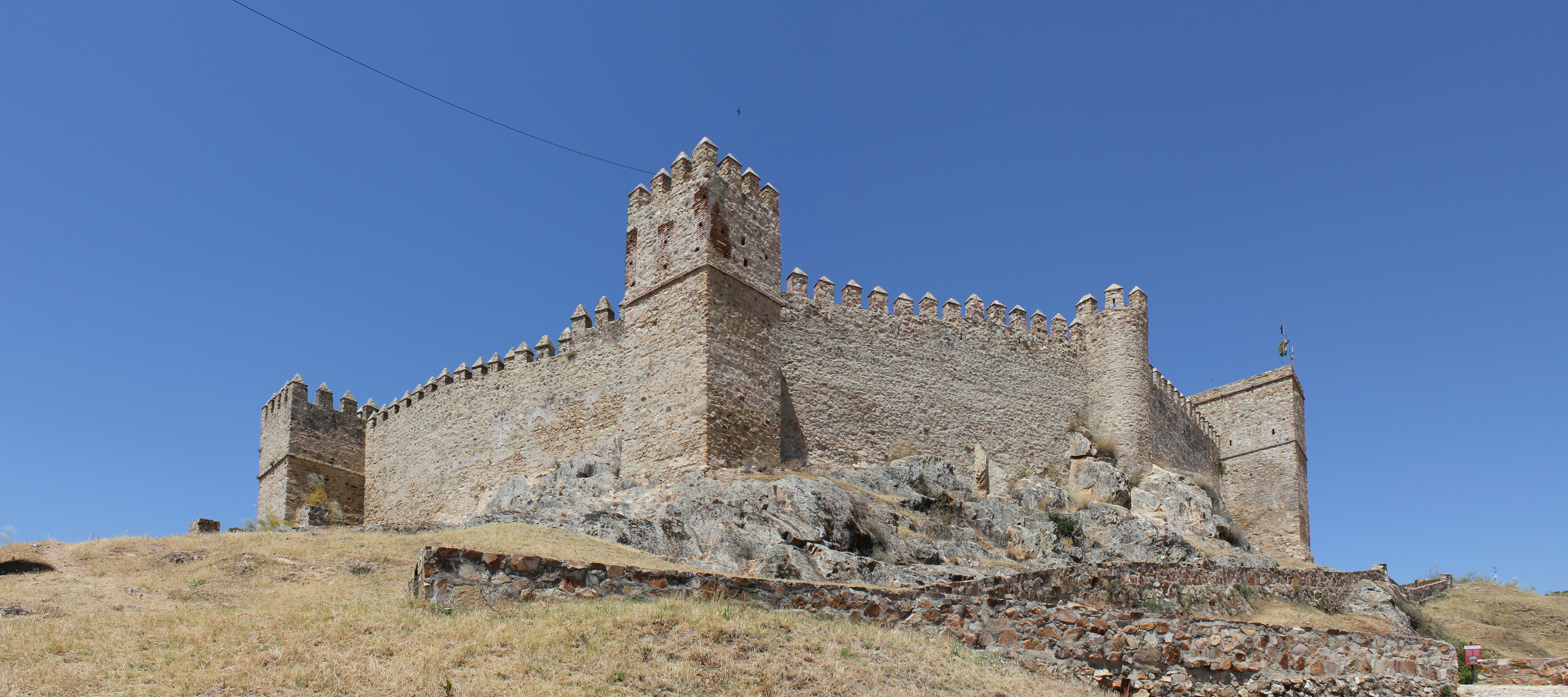
Burg (castillo)

- Bedeutendstes Bauwerk ist die am Westrand des Ortes stehende und eine Geländefläche von ca. 132 × 45 m umschließende Burg (castillo). Sie wurde Ende des 13. Jahrhunderts erbaut und hatte wahrscheinlich keinen Vorgänger aus maurischer Zeit. Die aus nur wenig behauenen Bruchsteinen errichteten Außenmauern haben einen nur noch teilweise erhaltenen Zinnenkranz und werden durch 10 Türme gesichert und gleichzeitig stabilisiert.[8][9]
- Die Iglesia de San Pedro Apóstol wurde im 16. Jahrhundert anstelle eines einfachen Vorgängerbaus errichtet. Ihre Mauern bestehen aus einer Mischung von Natur- und Ziegelsteinen, das Kirchengebäude selbst ist jedoch verputzt; das Glockengeschoss des Turmes brannte im Jahr 1721 ab und wurde ausschließlich mit Ziegelsteinen erneuert. Das dreischiffige Innere zeigt eher klassische oder neoklassische Formen, die sich auch im Hochaltar wiederfinden.
- Die Iglesia de San Julián befindet sich am Ortsrand und wurde im ausgehenden 16. Jahrhundert vom Grafen von Orgaz anstelle eines Vorgängerbaus, von welchem noch die Apsis erhalten ist, im Mudéjarstil neu errichtet. In den folgenden Jahrhunderten diente die Kirche als Grablege der Grafenfamilie. Das Innere der Kirche zeigt neun Altarretabel; der des Hochaltars zeigt Elemente des Churriguera-Stils wie Salomonische Säulen.
- Mehrere kleinere Einsiedlerkirchen (ermitas) stehen verteilt im Ort.
- Sehenswert sind auch zwei Brunnen (Fuente Grande de San Pedro und Fuente del Higo).